# Mjölkrut
Mjölkrut är ett krut som vanligtvis används som drivkrut i fyrverkeripjäser och raketer.
Mjölkrut är finpulveriserat svartkrut, där kornen understiger 0,15 mm i diameter.